# 阮師刀
阮師刀，中國漢朝時期的冷兵器，根據西晉楊泉所寫的《物理論》記載，古有阮師之刀天下之所寶貴，和蘇家之楯皆為良工利器。
《物理論》稱阮師以水火之齊、五精之陶，用陰陽之候取剛柔之和行其術，三年作刀千七百七十口，而喪其明，
其刀平背狹刃，方口洪首，截輕微不絕絲髮之系，斫堅剛無變動之異，世不吝百金精求不可得也。

## 史料
- 《物理論》